# 『山を動かす』研究会
『山を動かす』研究会とは、金融実務家、学者、市場関係者らによる日本企業の資本生産性向上を目指した私的研究会である。
会の名前は、日本においてROEを代表とする資本生産性の度数分布が左方の低位置で「山」を形成していることから、企業・投資家・金主というインベストメント・チェーンの各主体に働きかけることで、これを右方に動かそうという意味である。通称は「やまけん」。
2012年秋、長年上場企業へのエンゲージメント投資を行ってきた中神康議（現みさき投資社長）がマクロ経済学者である小林慶一郎（慶應義塾大学教授）と問題意識を共有したことから始まった。以後、参加者は資産運用業界、証券業界を始めとした市場関係者や企業の財務担当者へと広がり、書籍・論文の執筆や、セミナーの開催も行っている。
2015年7月には日本経済新聞・朝刊「経済教室 ゼミナール」欄にてシリーズ「企業統治でどう変わる」を10回にわたり連載。

## 主な参加者
- 中神康議　（発起人幹事、みさき投資社長）
- 小林慶一郎　（慶應義塾大学教授）
- 堀江貞之　（野村総合研究所上席研究員）
- 杉浦秀徳　（みずほ証券上級研究員）
- 柳良平　（エーザイ執行役・早稲田大学大学院兼任講師）
- 上田亮子　（日本投資環境研究所主任研究員）

## 書籍・論文

### 書籍
- 『山を動かす』研究会（編）『ROE最貧国 日本を変える』（日本経済新聞出版社、2014年）

### 論文等
- 小林慶一郎 「山を動かす～資本市場改革のフレームワーク」（東京財団、2014年4月）
- 中神康議・小林慶一郎「資本生産性は倍増できる」 (PDF) （「月刊資本市場」2013年9月号）
- 上田亮子・杉浦秀徳「企業価値向上の観点からのコード(原則)の活用～各国の取組みと日本への示唆～」 (PDF) （同上）
- 堀江貞之・杉浦秀徳「日本の上場企業の資本生産性向上に向けた提言」 (PDF) （同上）
- 中神康議・上田亮子「日本版スチュワードシップ・コードを真に実効的にするため」 (PDF) （「月刊資本市場」2014年7月号）